# Club Lemos
El Club Lemos es un equipo de fútbol español de la ciudad de Monforte de Lemos, en la provincia de Lugo. Fundado en 1924, es el segundo club más antiguo de la provincia de Lugo y el séptimo de Galicia.  Actualmente juega en el grupo norte de la Preferente Galicia. 
Ha disputado 51 temporadas en Tercera División, 30 de ellas como tercera categoría del fútbol español, siendo el segundo equipo gallego con más participaciones en la categoría. También cuenta con 6 participaciones en la Copa del Rey, la última en 1983.

## Historia

### Fundación y primeros años
El equipo se fundó el 19 de abril de 1924 en Monforte de Lemos en una asamblea celebrada en el teatro Principal, fruto de la fusión entre el Atlétic Club y el Monforte FC, llevada a cabo de mutuo acuerdo. Dicha asamblea fue dirigida por José Ibáñez Fernández, último presidente del Atlétic Club, que ejerció de presidente en funciones, y con Francisco Álvarez González como secretario. Nacía así la Sociedad Deportiva y de Cultura Física Lemos Club, que tuvo como primer presidente a Ramón Taboada Zúñiga. El equipo contó también con un campo nuevo, el Stadium Lemos, ubicado en la carretera de Orense, que sustituyó a los antiguos campos de As Lamas y A Compañía.
En 1934 consiguió el ascenso a Serie A tras acabar la temporada en primera posición. No obstante, posteriormente la Federación Gallega de Fútbol sancionó al club monfortino por alinear a un jugador cuya situación no estaba legalizada durante un partido contra el Ferrol FC, por lo que fue finalmente el equipo ferrolano el que se alzó con el título de la Serie B. En la temporada 1934-35 participó por primera vez en el Campeonato de Galicia, en el que terminó en segunda posición con 13 puntos y un registro de seis victorias, un empate y tres derrotas, solo por detrás del Unión Sporting Club de Lavadores, equipo contra el que cayó en la última jornada del campeonato por dos goles a cero.
En la temporada siguiente, no obstante, se alzó con el título tras superar en el partido decisivo al Club Coruña por 5-2, finalizando de esta manera la liga con 14 puntos, uno más que los coruñeses, y un registro de seis vitorias, dos empates y dos derrotas. De esta manera el Lemos se clasificó para disputar la primera ronda de la Copa de España ese mismo año contra el Deportivo de La Coruña, el Unión Sporting Club y el Real Stadium Club Avilesino (este último fue descalificado), donde finalizó en la segunda posición de su grupo y, por tanto, no consiguió la clasificación para la segunda ronda.

### Consolidación en Tercera
En la temporada 1943-44 debuta en Tercera División, la tercera categoría del fútbol español en aquella época. El club consigue afianzarse en la categoría, en la que juega 30 de las siguientes 33 temporadas. 
En la temporada 1975/76 desciende a Preferente, donde pasa las siguientes cuatro temporadas. En la temporada 1980/81 vuelve a Tercera División, aunque ya como cuarta categoría del fútbol español tras la creación de la Segunda División B. En dicha categoría juega 18 de las siguientes 23 temporadas. 
En la temporada 2001-02 acabó cuarto, posición que le permitió disputar la promoción de ascenso a Segunda División B. Acabó en última posición en la liguilla, tras el UP Langreo, que consiguió el ascenso, el Real Valladolid B y el CD Las Rozas.

### Últimos años
La temporada 2007-08 fue la última que el club ha disputado en la Tercera División hasta el momento. Tras quedar 20º, el Lemos descendió a Preferente.
Tras dos temporadas en la mitad baja de la tabla, en la temporada 2010-11 el equipo descendió a Primera Autonómica por primera vez en la historia. Tras una buena temporada, el equipo consiguió nuevamente el ascenso a Preferente a seis jornadas del final del campeonato.
El equipo entraría entonces en un vaivén de ascensos y descensos. En la temporada 2013-14 descendió a Primera Autonómica y la siguiente temporada consiguió el ascenso. Volvió a descender de Preferente a Primera en la temporada 2016-17. En la temporada 2018-19 se proclamó nuevamente campeón y consiguió el ascenso a Preferente.

## Estadio
El equipo juega sus partidos como local en el Campo Municipal de A Pinguela, inaugurado en 1999. Tiene capacidad para 1.100 espectadores en una única grada cubierta y es de hierba natural. Alrededor del terreno de juego dispone de pista de atletismo y también de zonas de lanzamiento y salto.
Antes de su inauguración jugaba en el campo de fútbol Luis Bodegas, en el que actualmente realiza los entrenamientos y donde juega su equipo filial. Fue remodelado entre 2007 y 2009 y es de césped artificial.

## Datos del club

### Liga
- Temporadas en 1ª: 0
- Temporadas en 2ª: 0
- Temporadas en 2ªB: 0
- Temporadas en 3.ª: 51( 30 en 3er nivel)
- Mejor puesto en la liga: 3º (Tercera División, temporada 1987/88)
- Promociones de ascenso a 2ª: 1 (Tercera División, temporada 1955/56)
- Promociones de ascenso a 2ªB: 1 (Tercera División, temporada 2001/02)
- Trayectoria en la Liga:

| Temp.   | Nivel | Categoría | Posición |
| ------- | ----- | --------- | -------- |
| 1924/25 |       | ---       | ---      |
| 1925/26 |       | ---       | ---      |
| 1926/27 |       | ---       | —        |
| 1927/28 |       | ---       | —        |
| 1928/29 |       | ---       | —        |
| 1929/30 |       | ---       | ---      |
| 1930/31 |       | ---       | ---      |
| 1931/32 |       | ---       | ---      |
| 1932/33 |       | ---       | ---      |
| 1933/34 |       | ---       | ---      |
| 1934/35 |       | ---       | ---      |
| 1935/36 |       | ---       | ---      |
| 1939/40 |       | ---       | ---      |
| 1940/41 |       | ---       | ---      |
| 1941/42 |       | ---       | ---      |
| 1942/43 | 3     | Serie A   | 4º       |
| 1943/44 | 3     | 3.ª       | 9º       |
| 1944/45 | 3     | 3.ª       | 8º       |
| 1945/46 | 3     | 3.ª       | 9º       |
| 1946/47 | 3     | 3.ª       | 6º       |
| 1947/48 | 3     | 3.ª       | 12º      |
| 1948/49 | 4     | Serie A   | 1º       |
| 1949/50 | 3     | 3.ª       | 13º      |
| 1950/51 | 3     | 3.ª       | 14º      |
| 1951/52 | 3     | 3.ª       | 7º       |

| Temp.   | Nivel | Categoría  | Posición |
| ------- | ----- | ---------- | -------- |
| 1952/53 | 3     | 3.ª        | 11º      |
| 1953/54 | 3     | 3.ª        | 16º      |
| 1954/55 | 3     | 3.ª        | 5º       |
| 1955/56 | 3     | 3.ª        | 5º       |
| 1956/57 | 3     | 3.ª        | 5º       |
| 1957/58 | 3     | 3.ª        | 15º      |
| 1958/59 | 4     | Serie A    | 1º       |
| 1959/60 | 3     | 3.ª        | 14º      |
| 1960/61 | 3     | 3.ª        | 4º       |
| 1961/62 | 3     | 3.ª        | 4º       |
| 1962/63 | 3     | 3.ª        | 9º       |
| 1963/64 | 3     | 3.ª        | 13º      |
| 1964/65 | 3     | 3.ª        | 11º      |
| 1965/66 | 3     | 3.ª        | 10º      |
| 1966/67 | 3     | 3.ª        | 11º      |
| 1967/68 | 3     | 3.ª        | 9º       |
| 1968/69 | 3     | 3.ª        | 19º      |
| 1969/70 | 4     | Serie A    | 1º       |
| 1970/71 | 3     | 3.ª        | 16º      |
| 1971/72 | 3     | 3.ª        | 15º      |
| 1972/73 | 3     | 3.ª        | 12º      |
| 1973/74 | 3     | 3.ª        | 9º       |
| 1974/75 | 3     | 3.ª        | 15º      |
| 1975/76 | 3     | 3.ª        | 20º      |
| 1976/77 | 4     | Reg. Pref. | 12º      |

| Temp.   | Nivel | Categoría  | Posición |
| ------- | ----- | ---------- | -------- |
| 1977/78 | 5     | Reg. Pref. | 5º       |
| 1978/79 | 5     | Reg. Pref. | 15º      |
| 1979/80 | 5     | Preferente | 2º       |
| 1980/81 | 4     | 3.ª        | 14º      |
| 1981/82 | 4     | 3.ª        | 15º      |
| 1982/83 | 4     | 3.ª        | 6º       |
| 1983/84 | 4     | 3.ª        | 13º      |
| 1984/85 | 4     | 3.ª        | 19º      |
| 1985/86 | 4     | 3.ª        | 17º      |
| 1986/87 | 5     | Preferente | 1º       |
| 1987/88 | 4     | 3.ª        | 3º       |
| 1988/89 | 4     | 3.ª        | 6º       |
| 1989/90 | 4     | 3.ª        | 14º      |
| 1990/91 | 4     | 3.ª        | 14º      |
| 1991/92 | 4     | 3.ª        | 20º      |
| 1992/93 | 5     | Preferente | 12º      |
| 1993/94 | 5     | Preferente | 7º       |
| 1994/95 | 5     | Preferente | 7º       |
| 1995/96 | 5     | Preferente | 2º       |
| 1996/97 | 4     | 3.ª        | 10º      |
| 1997/98 | 4     | 3.ª        | 8º       |
| 1998/99 | 4     | 3.ª        | 12º      |
| 1999/00 | 4     | 3.ª        | 14º      |
| 2000/01 | 4     | 3.ª        | 8º       |
| 2001/02 | 4     | 3.ª        | 4º       |

| Temp.   | Nivel | Categoría  | Posición |
| ------- | ----- | ---------- | -------- |
| 2002/03 | 4     | 3.ª        | 20º      |
| 2003/04 | 5     | Preferente | 5º       |
| 2004/05 | 5     | Preferente | 2º       |
| 2005/06 | 4     | 3.ª        | 17º      |
| 2006/07 | 4     | 3.ª        | 17º      |
| 2007/08 | 4     | 3.ª        | 20º      |
| 2008/09 | 5     | Preferente | 16º      |
| 2009/10 | 5     | Preferente | 14º      |
| 2010/11 | 5     | Preferente | 16º      |
| 2011/12 | 6     | 1ª Aut.    | 1º       |
| 2012/13 | 5     | Preferente | 15º      |
| 2013/14 | 5     | Preferente | 18º      |
| 2014/15 | 6     | 1ª Aut.    | 1º       |
| 2015/16 | 5     | Preferente | 10º      |
| 2016/17 | 5     | Preferente | 15º      |
| 2017/18 | 6     | 1ª Galicia | 3º       |
| 2018/19 | 6     | 1ª Galicia | 1º       |
| 2019/20 | 5     | Preferente | 15º      |
| 2020/21 | 5     | Preferente | 2º / 6º  |
| 2021/22 | 6     | Preferente | 4º / 7º  |
| 2022/23 | 6     | Preferente | 14º      |
| 2023/24 | 6     | Preferente | 11º      |
| 2024/25 | 6     | Preferente | -        |

### Copa del Rey
- Participaciones: 6
- Mejor posición: 1/128 de final (1948, 1976, 1984)
- Resultados:

| Competición  | Temp. | PJ | PG | PE | PP | GF | GC | Dif. | Puntos |
| ------------ | ----- | -- | -- | -- | -- | -- | -- | ---- | ------ |
| Copa del Rey | 6     | 11 | 2  | 1  | 8  | 7  | 23 | -16  | 7      |

- Partidos disputados:

| Temporada | Ronda    | Fecha                    | Local            | Resultado | Visitante       |
| --------- | -------- | ------------------------ | ---------------- | --------- | --------------- |
| 1944      | 1ª Ronda | 20 de febrero de 1944    | UD Orensana      | 3–0       | Club Lemos      |
| 1947-48   | 2ª Ronda | 19 de octubre de 1947    | Club Lemos       | 4–2       | SD Ponferradina |
| 1947-48   | 3ª Ronda | 28 de diciembre de 1947  | Cultural Leonesa | 2–0       | Club Lemos      |
| 1973-74   | 1ª Ronda | 26 de septiembre de 1973 | Club Lemos       | 1–1       | Pontevedra CF   |
| 1973-74   | 1ª Ronda | 20 de octubre de 1973    | Pontevedra CF    | 2–0       | Club Lemos      |
| 1974-75   | 1ª Ronda | 30 de octubre de 1974    | Pontevedra CF    | 4–0       | Club Lemos      |
| 1974-75   | 1ª Ronda | 17 de noviembre de 1974  | Club Lemos       | 2–1       | Pontevedra CF   |
| 1975-76   | 1ª Ronda | 12 de octubre de 1975    | Club Lemos       | 0–1       | Rayo Vallecano  |
| 1975-76   | 1ª Ronda | 16 de noviembre de 1975  | Rayo Vallecano   | 5–0       | Club Lemos      |
| 1983-84   | 1ª Ronda | 14 de septiembre de 1983 | Club Lemos       | 0–1       | Arosa SC        |
| 1983-84   | 1ª Ronda | 28 de septiembre de 1983 | Arosa SC         | 1–0       | Club Lemos      |

## Palmarés

### Campeonatos regionales
- Campeonato de Galicia (1): 1935-36
- Copa Galicia (1): 1963-64
- Serie A/Preferente Autonómica (4): 1948-49, 1958-59, 1969-70, 1986-87
- Primera Autonómica (3): 2011-12, 2014-15, 2018-19
- Campeonato Gallego de Aficionados (1): 1943-44

### Trofeos amistosos
- Trofeo Ayuntamiento de Monforte: (23) 1971, 1973, 1975, 1978, 1981, 1982, 1984, 1986, 1987, 1989, 1990, 1992, 1994, 1995, 2000, 2001, 2004, 2008, 2012, 2013, 2014, 2015 y 2017

## Organigrama deportivo

### Jugadores destacados
- Albert Stroni

### Entrenadores
- Eduardo Rodríguez González (2017-2021)
- Alberto López López (2021-2022)[11]
- Óscar Moure Fernandez (2022-2023)
- Juan Luis Bernal Cuéllar (2023-actualidad)

### Presidencia
Han sido presidentes del Club Lemos a lo largo de su historia:
- Ramón Taboada Zúñiga
- Carlos L. Rodríguez
- César Mendoza
- Manuel Barrientos
- Ramón Pérez “Toledo”
- José Martínez López
- Antonio Varela Álvarez
- Dámaso López
- José Real Rodríguez
- Juan Carlos Rodríguez Durán
- José Antonio Díaz
- Manuel Ferreiro
- Antonio Pérez
- Mariano Rodríguez Cedrón
- Antonio Feijoo (2009-2012)
- Gaspar Pérez Carnero (2012-2014)
- Antonio Pérez (2014-2017)
- Óscar López Cerceda (2017-actualidad)[12]

## Categorías inferiores

### Equipo filial
El Lemos cuenta con un equipo filial, el Lemos B, que juega en Segunda Galicia. El equipo se creó en 2018 con la intención de formar jugadores para el primer equipo. Anteriormente ya había contado con equipo filial en dos ocasiones: entre 1979 y 1985 (bajo la denominación de Lemos Atlético entre 1979 y 1982), y entre 2000 y 2005.
| Temp.   | Nivel | Categoría   | Posición |
| ------- | ----- | ----------- | -------- |
| 2018/19 | 8     | 3ª Galicia  | 10º      |
| 2019/20 | 8     | 3ª Galicia  | 4º       |
| 2020/21 |       | no compitió |          |
| 2021/22 | 9     | 3ª Galicia  | 1º       |
| 2022/23 | 8     | 2ª Galicia  | 13º      |
| 2023/24 | 8     | 2ª Galicia  | 13º      |

### Fútbol base
Hasta 2012 el Lemos tuvo equipos de fútbol base. Ese año, ante la delicada situación económica del club, varios padres de jugadores de la cantera decidieron crear un nuevo club dedicado exclusivamente al fútbol base, el Club de Fútbol Monforte. Este tiene convenios de colaboración con el Lemos, igual que el Club Polideportivo Calasancio, el otro equipo de fútbol base de la ciudad.

## Otras secciones

### Fútbol sala
En 2023 se creó la sección de fútbol sala del Club Lemos, que juega en Primera Autonómica.